# Jasenk
Slap Jasenk se nahaja na istoimenskem potoku pod zaselkoma Pečice in Češnjice. Slap je visok 6 metrov in je skupaj s strugo potoka zaradi posebnih kamnin edinstvena posebnost. Dno slapu pa je na 350 m nadmorske višine.

## Okoliške zanimivosti
Ob potoku Jasenk do vasi Gorenje Dole, je do zadnje četrtine dvajsetega stoletja mlelo več mlinov. Nekateri delno še stojijo. Od slapa navzdol do prvega (ŠTERKOVEGA) mlina je približno 15 minut hoje.

## Dostop
Iz Primoža preko Rogačic do sotočja potokov Jasenk in Zdravike.
Iz Drušč od cerkve Sv. Barbare čez vinske gorice Pečice ob kolovozni poti do slapa Jasenk in ob potoku gor do sotočja slapov Jasenk in Zdravike.

## Osnovni podatki
- Skupna višina: 5,5 - 6 metrov
- Najvišja posamezna stopnja: 6 metrov
- Stopenj: 2-3
- Tip slapa: prosto padajoči slap
- Vodotok: potok Jasenk
- Povprečna širina: ni podatka
- Vodni pretok: ni podatka
- Največji zabeleženi pretok: ni podatka
- Najmočnejši pretok: jesen/pomlad
- Ime slapa: Slap Jasenk
- Lega: pod zaselkoma Pečice in Češnjice
- Nadmorska višina: dno ~ 350 m